# Himne Europeu
L'himne europeu fa referència a l'himne utilitzat durant cerimònies oficials de diverses organitzacions internacionals europees des de l'any 1972. És un arranjament d’uns dos minuts del Cant de joia, el tema musical principal de l’últim moviment de la Novena Simfonia escrita el 1823 per Ludwig van Beethoven sobre un text homònim de Friedrich Schiller del 1785. Actualment, aquest himne és utilitzat pel Consell d’Europa i per la Unió Europea.

## Història
El 1793, a l'edat de 23 anys, Ludwig van Beethoven va conèixer l'obra de l'escriptor alemany, i des d'aquest moment va manifestar la seva inspiració i desig de posar-li música. Va sorgir així la Novena Simfonia, el moviment final de la qual és per a cor i solistes sobre l'Oda a l'Alegria de Schiller, tradicionalment conegut en el món coral català com a Cant de joia, per ser aquest el títol que Joan Maragall donà a la seva traducció.

### Adaptació
El 1972, el Consell d'Europa el va adoptar com a himne. Herbert von Karajan, un dels més grans directors contemporanis, va accedir a una petició del Consell d'Europa d'escriure tres arranjaments instrumentals per a piano sol, vent i orquestra simfònica. L'himne no simbolitza només la Unió Europea, sinó també Europa en un sentit més ampli. El poema Oda a l'Alegria de Schiller expressa la visió idealista de la fraternitat entre els éssers humans, una visió que Beethoven compartia.
El Consell de la Unió Europea va adoptar el 1985 la bandera, l'himne, el lema i el Dia d'Europa com a símbols de la UE.

## Lletra en català
| « | És Europa una unida, i unida ha d'estar. Una en la diversitat, amb l'augment de la pau. Que sempre regni a Europa, la fe i la justícia al compàs, en la llibertat del poble, en un país millor. Ciutadans d'Europa; vostra és doncs la feina, les estrelles des del cel, us alimenten amb fervor. | » |